# كأس ألمانيا 1978–79
كأس ألمانيا 1978–79 (بالألمانية: DFB-Pokal 1978/79)‏ هو الموسم 36 من كأس ألمانيا. أشرف على تنظيمه اتحاد ألمانيا لكرة القدم، وكان عدد الأندية المشاركة فيه 128، وفاز فيه فورتونا دوسلدورف.